# İrem Aşçı
İrem Aşçı est une joueuse de volley-ball turque née le 12 avril 1996. Elle mesure 1,78 m et joue au poste de réceptionneuse-attaquante. 

## Clubs
| Club                         | De        | À         |
| ---------------------------- | --------- | --------- |
| Pursaklar Belediyesi         |           | 2011-2012 |
| TVF Spor Lisesi              | 2012-2013 | 2012-2013 |
| Galatasaray İstanbul         | 2013-2014 | 2013-2014 |
| University of North Carolina | 2014-2015 | 2014-2015 |
| Temple University            | 2015-2016 | …         |